# Lápide do Real Hospital de Albergaria
Lápide do Real Hospital de Albergaria é uma lápide do século XVII em calcário.

## História

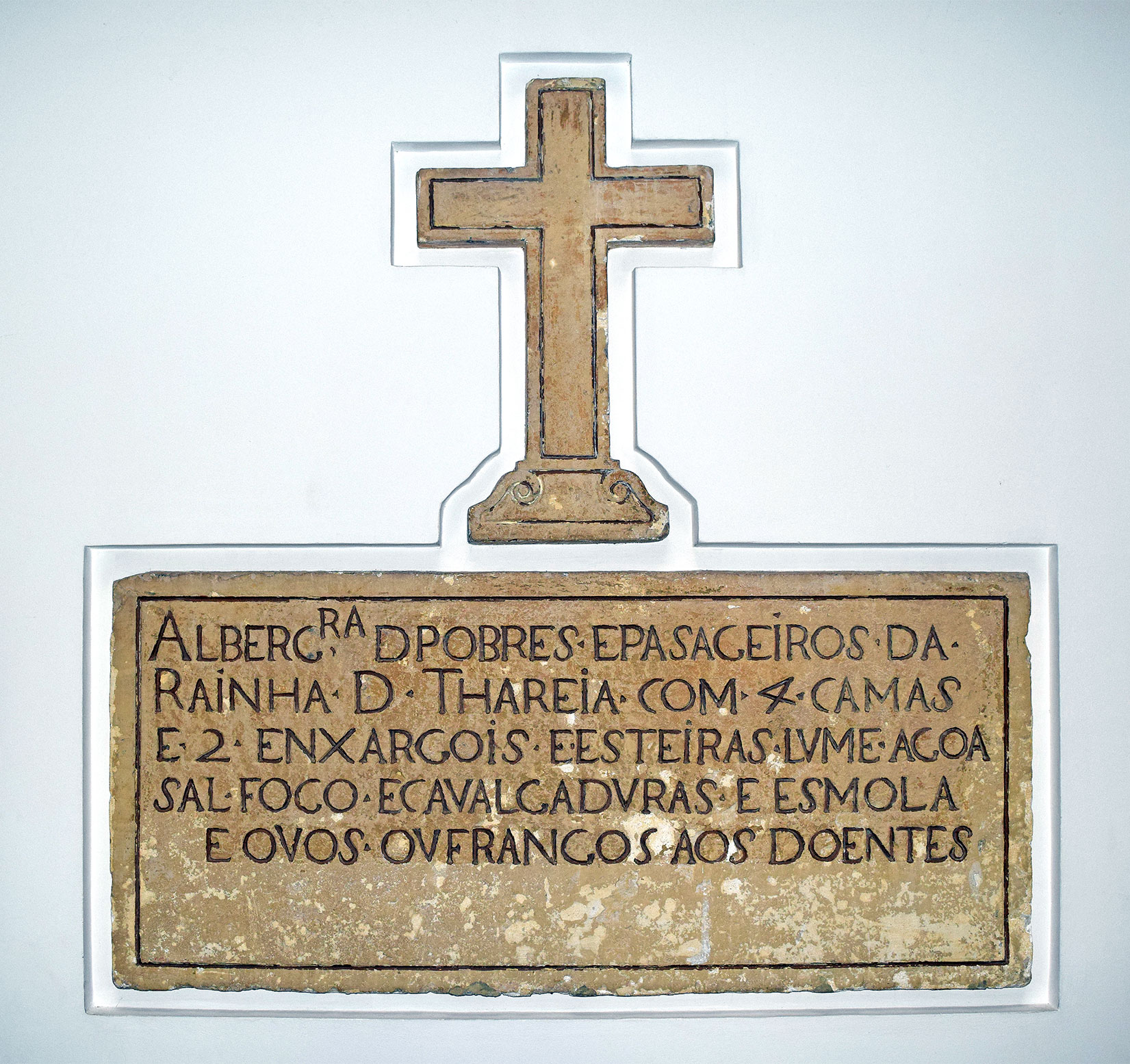
Lápide do Real Hospital de Albergaria

Originalmente existente na fachada do Real Hospital de Albergaria, consignava o acolhimento a doentes, desventurados, peregrinos e viajantes na localidade de Albergaria-a-Velha, conforme o desejo expresso pela sua fundadora, em 1117, a rainha D. Teresa.
Por Acórdão da Relação de Lisboa, datado de 27 de maio de 1629, fixou-se a ordem para se inserir, na frontaria do Hospital, uma lápide encimada por uma cruz, com os seguintes dizeres:
| “ | ALBERG(A)R(I)A D POBRES E PASAGEIROS DA RAINHA D THAREIA COM 4 CAMAS E 2 ENXARGOIS E ESTEIRAS LVME AGOA SAL FOGO E CAVALGADVRAS E ESMOLA E OVOS OV FRANGOS AOS DOENTES | ” |

É neste documento que se encontram os primeiros registos de Albergaria enquanto vila.
Com a demolição do Real Hospital de Albergaria, para aí ser construído o Castelo e Palacete da Boa Vista, a lápide do antigo Hospital Real foi entregue à Câmara Municipal, que não a queria aceitar, alegando que não tinha onde a colocar. Valeu a intervenção do historiador Patrício Theodoro Álvares Ferreira, que em sessão camarária apresentou os motivos da importância daquela inscrição e solicitou que a mesma fosse depositada no edifício da nova cadeia onde servisse de origem a um pequeno museu.
Desde meados do século XX encontra-se exposta ao cimo da escadaria do edifício dos Paços do Concelho de Albergaria-a-Velha. A lápide é um dos principais símbolos de Albergaria-a-Velha que relembra os habitantes das origens da sua terra. Réplicas da mesma são inclusivamente utilizadas em ações de caráter pedagógico para crianças, aproximando-as da sua identidade cultural e evitando que a memória coletiva se desvaneça.